# Stepan Ivanov Polubes
Stepan Ivanov Polubes (in russo Степан Иванов Полубес?; Mstislavl', ... – ...; fl. XVII secolo) è stato un ceramista bielorusso, attivo a Mosca tra il 1670 ed il 1690.
Tra i suoi lavori più importanti vi sono: il decoro della chiesa dell'Intercessione della Theotókos in Izmajlovo e del monastero Giuseppe di Volokolamsk.